# Wallsbüll
Wallsbüll település Németországban, Schleswig-Holstein tartományban. Lakosainak száma 986 fő (2023. december 31.).

## Népesség
A település népességének változása:
| Lakosok száma | 725  | 933  | 919  | 932  | 966  | 986  |
|               | 1975 | 2017 | 2019 | 2021 | 2022 | 2023 |